# NGC 6305
NGC 6305 (другие обозначения — ESO 138-19, PGC 60029) — галактика в созвездии Жертвенник.
Этот объект входит в число перечисленных в оригинальной редакции «Нового общего каталога».